# Hadrogaster formosanus
Hadrogaster formosanus är en tvåvingeart som först beskrevs av Tokuichi Shiraki 1932.  Hadrogaster formosanus ingår i släktet Hadrogaster och familjen kulflugor.
Artens utbredningsområde är Taiwan. Inga underarter finns listade i Catalogue of Life.